# Les Passagers du Roissy-Express
Les Passagers du Roissy-Express est un journal de bord écrit par François Maspero et illustré de photographies réalisées par Anaïk Frantz. Publié aux éditions du Seuil le 31 août 1990, il a reçu le prix Novembre la même année.

## Résumé
Un jour de printemps, au temps des cerises, François et Anaïk embarquent à Roissy, tête de la ligne B du RER, pour une excursion d'un mois de gare en gare. Direction : la station terminus, Saint-Rémy-lès-Chevreuse. Trente-huit gares, cinquante kilomètres de rail, de la plaine de France aux vallées du Hurepoix. Elle prendra des photos. Il écrira.

## Postérité

### Audiovisuel
Jean-Matthieu Zahnd réalise en février 2013 pour France Culture une adaptation en feuilleton de dix épisodes d'après une adaptation de Gilberte Tsai,.

En 2021, la cinéaste Alice Diop réalise un film documentaire, intitulé Nous, inspiré du carnet de bord de Maspero.

### Littérature
Ce livre et le RER B ont également inspiré Jean Echenoz pour l'écriture de la nouvelle « Trois Sandwiches au Bourget » parue dans le recueil Caprice de la reine en 2014.

En avril 2019, la sociologue et urbaniste Marie-Hélène Bacqué publie au Seuil, Retour à Roissy (photographies de André Mérian), qui analyse les transformations de mêmes banlieues traversées une trentaine d'années plus tôt par Maspero au lendemain de l’élection présidentielle de 2017.

## Éditions
- Les Passagers du Roissy-Express, éditions du Seuil, 1990  (ISBN 202012467X)